# Рисер
Рисер (норв. Risør) је насељено место у Норвешкој у округу Источни Агдер. Има статус града од 1630.